# Kikunosuke Tashiro
Kikunosuke Tashiro (jap. 田代菊之助 Tashiro Kikunosuke; ur. 11 października 1896, zm. 4 grudnia 1953) – japoński lekkoatleta, długodystansowiec.
Podczas igrzysk olimpijskich w Paryżu (1924) nie ukończył maratonu.
Zwycięzca maratonu w Jokohamie (1922).
12 kwietnia 1924 w Tokio ustanowił wynikiem 32:48,6 rekord kraju w biegu na 10 000 metrów.